# Морський патруль (серіал, 2007)
«Морський патруль» (англ. Sea Patrol) — австралійський телевізійний серіал, дії якого проходили з 2007 по 2011 роки на борту видуманого корабля з назвою «Її Величності австралійський корабель «Гаммерслі» (англ. HMAS Hammersley), вигаданого патрульного катера Королівського австралійського військово-морського флоту (англ. Royal Australian Navy). У центрі уваги серіалу – корабель і життя членів його екіпажу.
Попри схожість в обставинах та змісті, цей серіал не є продовженням серіалу Патрульний катер 1979 року.

## Сюжет

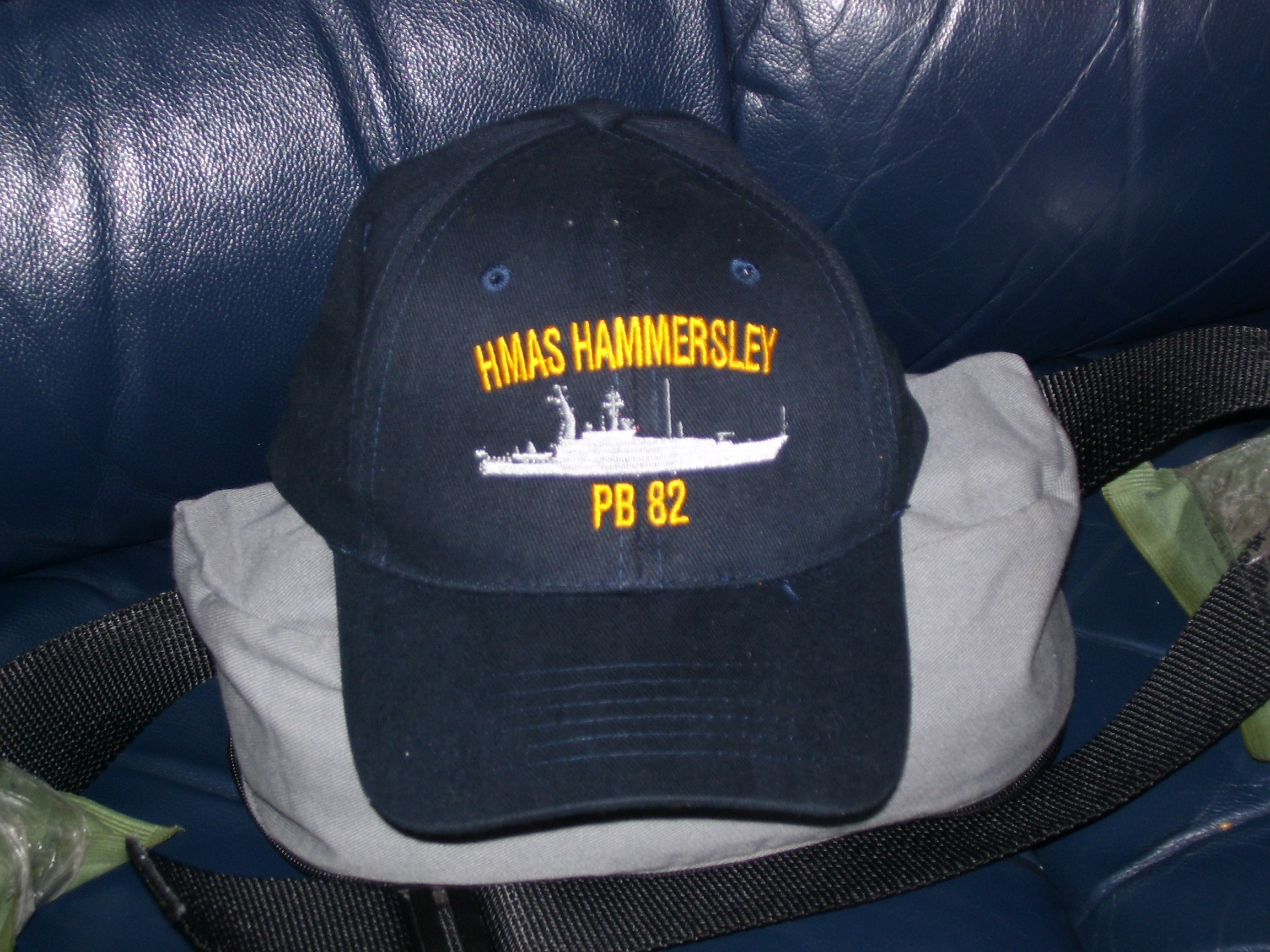
Кепка членів екіпажу «Гаммерслі» у серіалі

Усі сезони телесеріалу розповідають про екіпаж австралійського корабля «Гаммерслі», який має справу з серйозними порушеннями австралійського законодавства, такими як незаконний вилов риби, контрабанда наркотиків і людей, а також з проблемами біженців, крім цього вони повинні допомагати суднам котрі зазнають краху. Кожен новий сезон починався, як правило, з великої проблеми для екіпажу, яка пов'язує всі епізоди в один сюжет, і яку команда вирішує протягом усього сезону, не враховуючи ті проблеми, які виникають у кожній серії. Проте у четвертому сезоні основна сюжетна лінія відсутня.

### Перший сезон
Перший сезон дебютував 5 липня 2007 року на каналі Nine Network, який інвестував у виробництво 15 мільйонів доларів. У цьому сезону «Гаммерслі» — патрульне судно класу Фрімантл
 (англ. Fremantle). Основна лінія першого сезону пов'язана з островом «Брайт», де сталася таємнича смерть морського біолога. Команда залучена до змови, пов'язаної з водою, що містить смертельний токсин.

### Другий сезон
Другий сезон під назвою "Морський Патруль II: Пси війни" (англ. Sea Patrol II: The Coup) вийшов у 2008 році. У цьому та наступних сезонах «Гаммерслі» — судно класу Армідейл(англ. Armidale). Воно набагато маневреніше, з більшою потужністю мотору, а значить швидше. Сюжет другого сезону обертається навколо групи Східноєвропейських найманців та контрабандистів, а також повстанців на вигаданих островах Самару, які намагаються повалити нинішній уряд.

### Третій сезон
Третій сезон, відомий як «Морський патруль III: Спіймай і відпусти» (англ. Sea Patrol III: Red Gold), розпочався з трагічної смерті Джоша «ЕйТі» Голлідея, члена екіпажу «Гаммерслі» впродовж перших двох сезонів, який також був нареченим Ніколь «Нав» Кейтано. Розслідування цієї смерті тривало протягом цілого сезону.

### Четвертий сезон
Четвертий сезон вийшов в ефір у 2010 році у новому 16-серійному форматі, причому він не має головної теми на відміну від перших трьох сезонів. Цього сезону змінюється склад екіпажу, про те, куди поділись деякі моряки не пояснюється, можливо, їх було переведено на інше судно.

### П'ятий сезон
П'ятий і заключний сезон розпочав трансляцію у 2011 році та складався з 13 епізодів. Цей сезон розпочався з теракту у закордонному барі, в якому відпочивав екіпаж «Гаммерслі».
| Сезон | Сезон | Кількість серій | Оригінальні покази | Оригінальні покази |
| Сезон | Сезон | Кількість серій | Прем’єра сезону    | Фінал сезону       |
| ----- | ----- | --------------- | ------------------ | ------------------ |
|       | 1     | 13              | 5 липня 2007       | 4 жовтня 2007      |
|       | 2     | 13              | 31 березня 2008    | 23 червня 2008     |
|       | 3     | 13              | 18 травня 2009     | 27 липня 2009      |
|       | 4     | 16              | 15 квітня 2010     | 29 липня 2010      |
|       | 5     | 13              | 26 квітня 2011     | 12 липня 2011      |

## Виробництво
«Щогодини, щодня за будь-якої погоди, молоді чоловіки та дівчата Служби патрульних катерів Королівського австралійського військово-морського флоту борються зі стихією та труднощами, щоб захистити кордони своєї країни та зміцнити її економічну зону. Вони забезпечують безпеку, підтримку та допомогу для найбільшого острова світу…»
З третього сезону кожен епізод серіалу починається зі слів «Честь — Чесність — Мужність — Цілісність — Вірність» (англ. Honour — Honesty — Courage — Integrity — Loyalty), які є цінностями Королівського флоту Австралії.
У серіалі висвітлюється гендерне та культурне розмаїття військово–морського флоту, а також розглядаються такі сучасні проблеми, як незаконний вилов риби, торгівля наркотиками, імміграція та контрабанда людей.

### Кораблі

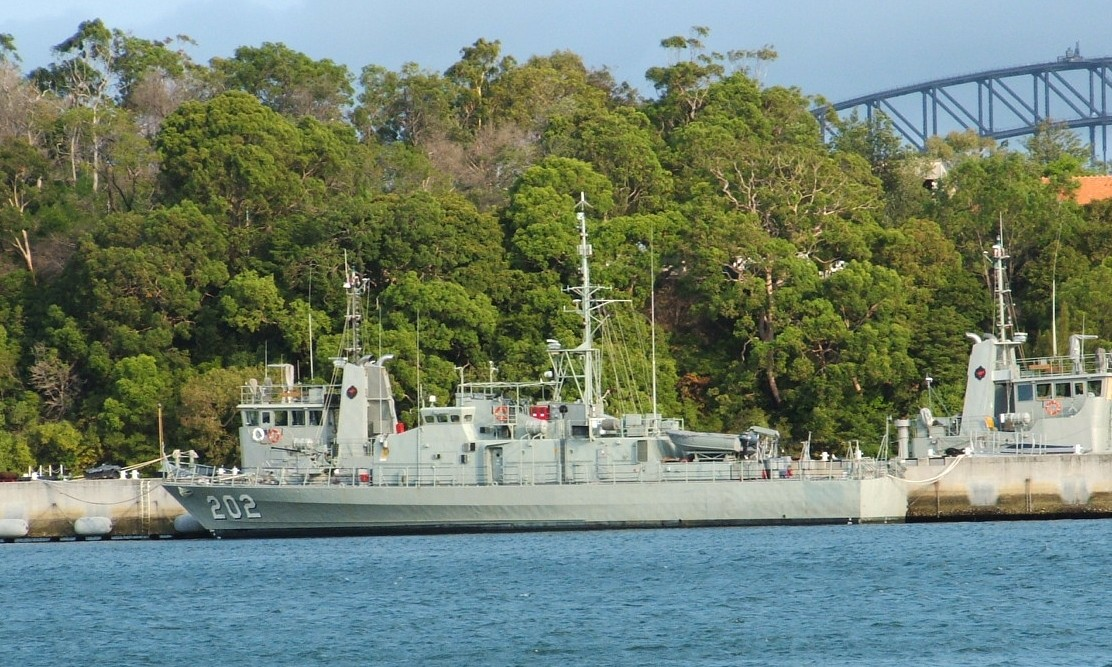
Гаммерслі з номером «202»

У першому сезоні вигаданий «Гаммерслі» (англ. HMAS Hammersley) був зображений двома реальними патрульними катерами типу Фрімантл: «Вуллонгонг» (англ. HMAS Wollongong) та «Іпсвіч» (англ. HMAS Ipswich).  Для зйомок у Сіднеї використовували «Вуллонгонг», а «Іпсвіч» використовувався протягом шести тижнів біля острова Данк у Квінсленді. «Гаммерслі» служить у вигаданій структурі військово–морського командування «НАВКОМ» (англ. «NAVCOM») і був списаний під час останнього епізоду першого сезону. «Кінгстон» (англ. HMAS Kingston), другий вигаданий катер класу Фрімантл, згадується в кількох епізодах і знову з’являється в дев’ятому епізоді. «Кінгстон» має такий же номер, як у справжнього патрульного катера «Таунсвіль» (англ. HMAS Townsville).
Під час зйомок першого сезону передбачалось, що у наступних сезонах «Гаммерслі» замінять на новий патрульний катер типу Армідейл, зрештою так і сталось. У наступних сезонах використовувався корабель класу Армідейл, який також називався «Гаммерслі», з номером 82 на корпусі.

### Місця зйомок
- Кернс, Квінсленд
- Військово-морська база Уотерген[en], Сідней, Новий Південний Уельс
- Острів Данк[en], Квінсленд
- Мішн-Біч[en], Квінсленд
- Коулі-Біч[en], поблизу Іннісфейлу, Квінсленд
- Тумбулгум[en], Новий Південний Уельс

## В ролях
| Актор                 | Роль                  | Звернення | Сезони    | Сезони    | Сезони    | Сезони    | Сезони    |
| Актор                 | Роль                  | Звернення | 1         | 2         | 3         | 4         | 5         |
| --------------------- | --------------------- | --------- | --------- | --------- | --------- | --------- | --------- |
| Єн Стенлейк           | Майк Флінн            | Капітан   | Регулярно | Регулярно | Регулярно | Регулярно | Регулярно |
| Ліза МакК'юн          | Кейт МакГрегор        | СтарПом   | Регулярно | Регулярно | Регулярно | Регулярно | Регулярно |
| Джон Батчелор         | Енді Торп             | Чардж     | Регулярно | Регулярно | Регулярно | Регулярно | Регулярно |
| Метью Голмс           | Кріс Блейк            | Свейн     | Регулярно | Регулярно | Регулярно | Регулярно | Регулярно |
| Крістіан Шмід         | Роберт Діксон         | Радист    | Регулярно | Регулярно | Регулярно | Регулярно | Регулярно |
| Саскія Бурмейстер     | Ніколь "Нікі" Кейтано | Нав       | Регулярно | Регулярно | Регулярно |           |           |
| Джеремі Ліндсі Тейлор | Піт Томашевські       | Бафер     | Регулярно | Регулярно | Регулярно |           |           |
| Джей Раян             | Білі Веб              | Спайдер   | Регулярно | Регулярно | Регулярно |           |           |
| Девід Лайонс          | Джош Холідей          | ЕйТі      | Регулярно | Регулярно | Регулярно |           |           |
| Джош Лоусон           | Тобі Джонс            | Кок       | Регулярно |           |           |           |           |
| Кірсті Лі Аллан       | Ребека Браун          | Бомбер    |           | Регулярно | Регулярно | Регулярно |           |
| Ніколай Ніколаєфф     | Лео Косов-Меєр        | ТуДедс    |           |           | Регулярно | Регулярно | Регулярно |
| Конрад Колебі         | Ділан Малхолланд      | Датчі     |           |           |           | Регулярно | Регулярно |
| Деніель Хорват        | Джесіка Бьорд         | Бьорд     |           |           |           | Регулярно | Регулярно |
| Домінік Дойчер        | Раян Вайт             | Раян      |           |           |           | Регулярно | Регулярно |

## Відгуки та рецензії
До виходу в ефір це був один з найбільш очікуваних серіалів в Австралії, частково завдяки бюджету епізоду понад 1 мільйон австралійських доларів, що вдвічі перевищує бюджет інших австралійських драм. «Морський патруль» також ознаменував повернення Лізи МакК'юн до акторської діяльності на телебаченні.
Серіал отримав змішані, але в цілому позитивні відгуки. Перший сезон отримав в середньому 1,5 мільйона глядачів, кількість глядачів знизилася на початку другого сезону, але потім повернулася до звичних 1,5 мільйона глядачів для останніх п’яти епізодів.
Маріке Гарді для газети Ейдж прокоментувала так: «Я насправді не розумію «Морського патруля». Очевидно те, що він має шалені рейтинги…, але загальна його суть залишає мене дещо холодною», а також стверджувала, що сценарії були погано написані, а акторам не дали можливості проявити себе повною мірою.
Мішель Овер, оглядачка militarypeople.com.au, оцінила перший епізод на невтішні 6,5 балів з 10. Вона також передбачила, що серіал почне стрибати через акулу в 5 епізоді, насамперед через брак якісних сценаріїв і несхожість на реальне життя офіцера ВМС.
Невдовзі після початку серіалу Королівський австралійський військово-морський флот створив інтерактивний вебсайт «The Real Sea Patrol», про дії та персонал на борту австралійського патрульного катера Ларакія (англ. HMAS Larrakia), розроблений як рекламний інструмент та інструмент вербування для отримання прибутку від серіалу.

## Нагороди та номінації
| Рік  | Номінант        | Номінація                                                                                                   | Результат |
| ---- | --------------- | --- | --------- |
| 2008 | Ліза МакК'юн    | Найпопулярніша особа на австралійському телебаченні англ. Most Popular Personality on Australian Television | Номінація |
| 2008 | Ліза МакК'юн    | Найпопулярніша акторка англ. Most Popular Actress                                                           | Номінація |
| 2008 | Девід Лайонс    | Найпопулярніший новий чоловічий талант англ. Most Popular New Male Talent                                   | Номінація |
| 2009 | Кірсті Лі Аллан | Найпопулярніший новий жіночий талант англ. Most Popular New Female Talent                                   | Номінація |

## Міжнародний показ
Відповідно до прес-релізу Nine Network за квітень 2007 року, «Sparrowhawk Media», який є міжнародним представником Nine Network продав міжнародні права на показ серіалу «у понад 100 територіях». Ця угода дала можливість транслювати «Морський патруль» на різних міжнародних версіях каналу Hallmark Channel. У рамках цієї початкової угоди один або обидва з перших двох сезонів «Морського патруля» можна було побачити на каналах «Hallmark» у багатьох країнах світу, куди входили також Велика Британія, Сербія, Бельгія, Індонезія, Індія, Італія, Південна Африка, Мексика, В'єтнам і Палау. У Німеччині серіал транслювався з 2011 року на каналі Das Vierte. А з 2014 року на новому каналі Ebru TV.
Пізніше у 2007 році компанія NBC Universal викупила «Sparrowhawk». Рік потому компанія розширила свою успадковану прихильність до серіалу, придбавши третій сезон у «Digital Rights Group», дочірньої компанії «Portman». Попри те, що NBC Universal є американською компанією, станом на 2009 рік, вона ще не транслювала серіал у Сполучених Штатах Америки. Натомість «Морський патруль» був обмежено доступний в Сполучених Штатах Америки через потоковий сервіс Hulu, організованого безпосередньо «Digital Rights Group», і на каналі Roku.